# Boris Gorban
Boris Gorban, född den 26 september 1978 i Dusjanbe, är en rysk före detta friidrottare som tävlade i häcklöpning.
Gorban har deltagit vid två Olympiska spel, 2000 i Sydney och 2004 i Aten. Dessutom två Världsmästerskap, VM 2001 i Edmonton och VM 2003 i Paris. Vid samtliga fyra tillfällena har han blivit utslagen i semifinalen på 400 meter häck.
Två gånger har hann ingått i stafettlag på 4 x 400 meter vid VM-inomhus som blivit silvermedljör. Både vid VM 2001 i Lissabon och vid VM 2004 i Budapest.

## Personliga rekord
- 400 meter - 46,62
- 400 meter häck - 48,50